# مورو دو تشابيو دو بياوي
مورو دو تشابيو دو بياوي بلدية في ولاية بياوي في المنطقة الشمالية الشرقية من البرازيل.